# Pseudoholostrophus impressicollis
Pseudoholostrophus impressicollis is een keversoort uit de familie winterkevers (Tetratomidae). De wetenschappelijke naam van de soort werd in 1874 gepubliceerd door John Lawrence LeConte.